# Leuconemacris asulcata
Leuconemacris asulcata är en insektsart som beskrevs av Zheng, Z. 1988. Leuconemacris asulcata ingår i släktet Leuconemacris och familjen gräshoppor. Inga underarter finns listade i Catalogue of Life.